# Das Versteck (Roman)
Das Versteck (Original: „Hideaway“, 1992) ist ein 1993 in deutscher Sprache erschienener Roman von Dean Koontz. Der Autor befasst sich hier speziell mit den Thematiken Reanimation und Telepathie.

## Handlung
Nach einem Autounfall werden Hatch und Lindsay Harrison in ein Krankenhaus eingeliefert. Während Lindsay nur leicht verletzt ist, ist Hatch bereits seit 80 Minuten tot. Doch das Arztteam um Dr. Jonas Nyebern schafft es, ihn zu reanimieren. Er scheint keine Verletzungen davongetragen zu haben. Allerdings hat er bald darauf sonderbare Visionen und Träume, die ihn mit einem jungen Mann, der sich selbst Vassago nennt, verbinden.
Auch Vassago hat Momente, in denen er die Dinge sieht, die Hatch betrachtet. Er beschließt, Lindsay seiner Sammlung an Leichen, die er kunstvoll im Untergrund eines verlassenen Vergnügungsparks angeordnet hat, hinzuzufügen. Er beginnt die Informationen, die er aus den Visionen erhält, zu nutzen und verfolgt den Weg zu den Harrisons. Vassago entführt Regina, ein zehnjähriges, körperlich behindertes Mädchen, welches ein paar Tage zuvor von den Harrisons adoptiert wurde.
Hatch und Lindsay nehmen die Verfolgung auf.
Es stellt sich heraus, dass Vassago eigentlich Jeremy heißt und der Sohn von Dr. Jonas Nyebern ist. Jeremy begann im Alter von zwölf Jahren zu morden und tötete mit achtzehn seine Schwester, Mutter und schließlich sich selbst, in der Hoffnung, durch diese Taten in die Hölle zu kommen. Jedoch konnte Dr. Jonas Nyebern seinen Sohn wiederbeleben und seitdem hält sich Jeremy für Vassago, einen Prinzen der Unterwelt. Seitdem tötet er weiterhin Menschen und schafft mit ihren Leichen Kunstwerke, um abermals ein Anrecht auf einen Platz in der Hölle zu bekommen.
Als Hatch und Lindsay Harrison den verlassenen Vergnügungspark kurz nach Jeremy erreichen, suchen sie ihn in den Gängen unterhalb des Parks. Sie finden ihn in seinem Versteck, wo er Regina gefangen hält. Nachdem Lindsay durch einen Sturz außer Gefecht ist, stürzt sich Hatch auf Jeremy. Dabei nennt Jeremy ihn Uriel und lässt sich überwältigen.

## Hintergrund
- Vassago: gilt in der Dämonologie als ein mächtiger Prinz der Hölle und ist gutartig.
- Uriel: ist einer der vier Erzengel der klassischen jüdisch-christlichen Engellehre.

## Verfilmung
Der Roman wurde im Jahre 1995 von Brett Leonard mit den Schauspielern Jeff Goldblum, Christine Lahti, Alicia Silverstone und Jeremy Sisto verfilmt. Die Premiere in Deutschland fand am 6. Juni 1996 unter dem Titel Hideaway – Das Böse statt. Da Dean Koontz von der Verfilmung enttäuscht war, ließ er seinen Namen aus dem Abspann entfernen.